# Enxadrismo

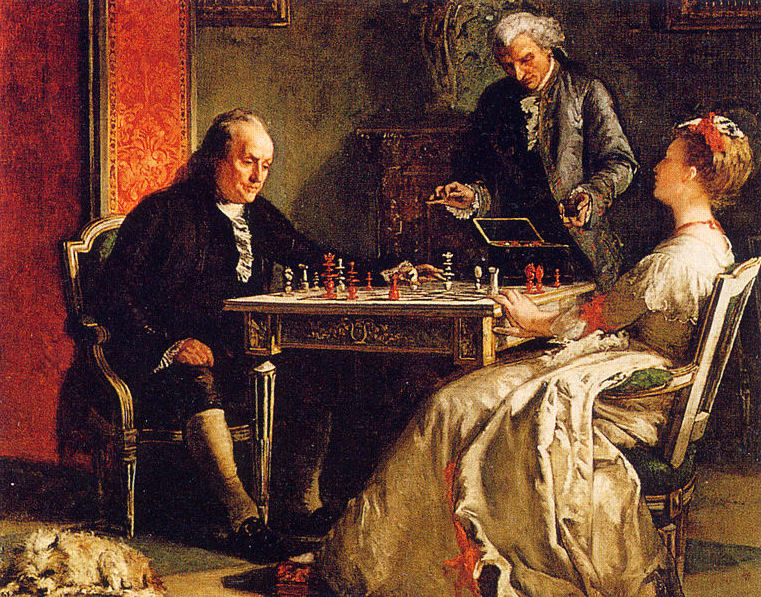
Benjamin Franklin disputando uma partida de xadrez, quadro do artista Edward Harrison May (1824–1887)

O enxadrismo(pt-BR) ou xadrezismo(pt-PT?) é todo assunto relacionado à prática do xadrez e ao jogador enxadrista(pt-BR) ou xadrezista(pt-PT?). É o corpo de conhecimentos que foi desenvolvido em torno da prática enxadrística.
De acordo com o mestre internacional de xadrez Nelson Pinal Borges:
| Enxadrismo | Consideramos o xadrez como uma cultura que evoluiu paralelamente ao desenvolvimento da humanidade; julgá-lo simplesmente como uma diversão intelectual seria minimizar as verdadeiras qualidades desportivas, artísticas e científicas deste jogo milenar. É por isso que, para adquirir a formação integral de um verdadeiro mestre de xadrez, é necessário dominar não só a técnica mais complexa, mas também os diferentes aspectos culturais que contribuíram para que este jogo tenha perdurado na mente humana através dos séculos | Enxadrismo |
|            | |            |

E o historiador e escritor Isaac Linder, afirma que:
| Enxadrismo | O xadrez, que reúne organicamente elementos artísticos, científicos e desportivos, ao longo dos séculos constituiu parte inalienável da cultura e civilização mundial | Enxadrismo |
|            | |            |